# ماركو إيفان بيريز
ماركو إيفان بيريز (بالإسبانية: Marco Iván Pérez) (9 ديسمبر 1987 في المكسيك - ) هو لاعب كرة قدم مكسيكي في مركز الدفاع. شارك مع منتخب المكسيك تحت 20 سنة لكرة القدم ومنتخب المكسيك تحت 23 سنة لكرة القدم. أما مع النوادي، فقد لعب مع كلوب ليون ونادي باتشوكا ونادي سان لويس ونادي غوادالاخارا.

## وصلات خارجية
- ماركو إيفان بيريز على موقع الاتحاد الدولي (مؤرشف)  (الإنجليزية)
- ماركو إيفان بيريز على موقع قاعدة بيانات كرة القدم.إي يو (الإنجليزية)
- ماركو إيفان بيريز على موقع Soccerway.com (الإنجليزية)
- ماركو إيفان بيريز على موقع AS.com (الإسبانية)